# Hypagyrtis unipunctata
Hypagyrtis unipunctata, conocida (en inglés) como la polilla variante de una mancha o polilla de mancha blanca, es una especie de polilla perteneciente a la familia Geometridae. La especie fue descrita por primera vez por Adrian Hardy Haworth en 1809. Se puede encontrar distribuida en América del Norte y Eurasia.

## Descripción
Es una polilla mediana con una envergadura de 20 a 47 milímetros (0,8 a 1,9 plg). Los adultos están en vuelo de abril a septiembre en la mayor parte de América del Norte y de junio a julio en el norte de América del Norte. Cuenta con una o dos generaciones por año.
Las orugas se alimentan de las hojas de una amplia gama de árboles y arbustos de hoja caduca, incluidos los géneros Amelanchier, Rosa, Prunus, Salix, Populus, Alnus, Betula, Corylus, Fraxinus, Tilia, Ulmus, Quercus y Acer.
Es una polilla multivoltina: produce más de un ciclo biológico de vida anual.

## Taxonomía
Es una polilla de taxonomía dudosa en base a la coloración, la morfologia genital y otros sistemas de clasificación clásicos. Todos los especímenes descritos presentan una gran variación en las alas y pueden representar solo una especie muy variable, o varias especies. Algunos podrían ser inclidos en Hypagyrtis esther, una especie muy similar sin diferencias claras en sus patrones de colores.